# I 7N
I 7N è una serie animata televisiva animata ideata da Sherri Stoner e prodotta dalla Disney Television Animation basata sul film del 1937 Biancaneve e i sette nani della Walt Disney Pictures. La serie ha debuttato negli USA su Disney XD. In Italia la serie è stata trasmessa il 14 settembre 2014 su Disney Channel Italia e dal 10 novembre su Disney Junior Italia. Nel 2015 la serie in Italia viene ceduta a Disney Junior, non trasmettendo più nuovi episodi su Disney Channel.
Il 2 dicembre 2014 la serie è stata rinnovata per una seconda stagione che è andata in onda negli Stati Uniti il 23 gennaio 2016, mentre in Italia dal 4 luglio dello stesso anno.
Il 25 aprile 2016 è stata confermata la cancellazione della serie.

## Trama
La serie è ambientata nello stravagante mondo di Bosco Allegro dove la Regina Incantevole, per mantenere l'ordine e assicurare benessere agli abitanti del villaggio, si affida all'eroismo e all'intelligenza dei 7 nani che accorrono in suo aiuto. A turbare la pace del regno, smaniosi di occupare le stanze reali e mettere le mani sui gioielli magici custoditi dai 7 nani nella miniera, i Torvi, la strega Ilda e il suo scagnozzo Gramo, tramano di volta in volta uno specifico piano malefico. Ma l'astuzia di Dotto, Gongolo, Mammolo, Pisolo, Eolo, Cucciolo, Brontolo e il contributo delle loro personalità distinte, riusciranno sempre a salvare la situazione e a rispedire gli antagonisti nel loro covo maligno.

## Personaggi

### I 7N
- Dotto: È il cervellone del gruppo. Inventa i congegni più vari utilizzati durante le storie.
- Brontolo: È sempre negativo, arrabbiato, e ha sempre il broncio. Odia quando Gongolo inizia a cantare e ama mangiare.
- Cucciolo: È giocherellone e sempre felice. Non parla, ma fischietta sempre motivetti allegri che rilassano gli altri nani e comunica fischiettando.
- Eolo: È allergico a qualsiasi cosa e per questo è sempre raffreddato e fa starnuti violenti che possono spazzare via oggetti e persone.
- Gongolo: È sempre allegro, ha un'energia positiva che rianima tutti i nani tranne Brontolo. Trova sempre il pretesto buono per cantare e lo si vede spesso suonare la sua chitarra.
- Mammolo: È timidissimo e si nasconde sempre dietro le cose, perfino sotto il suo cappello, ma quando si tratta di aiutare la gente è il più eroico dei nani.
- Pisolo: È sempre stanco e dorme sempre. Perfino quando compie le sue avventure schiaccia pisolini in continuazione.

### I Torvi
- Ilda: La strega avida e impertinente che vive con suo marito Gramo e che vuole governare Bosco Allegro a tutti i costi.
- Gramo: Lo stregone, devoto marito di Ilda che cerca di aiutare la moglie nei suoi piani.

### Abitanti di Bosco Allegro
- Regina Incantevole: È la regina di Bosco Allegro, quando è nei guai, chiede aiuto ai 7N.
- Lord Burberoso: È l'assistente della regina che di solito è molto sfortunato e goffo.
- Sir Abbaio: È il cane fedele della regina, sempre voglioso di giocare. Ama i cetriolini.

## Episodi
| Stagione         | Episodi | Prima TV USA | Prima TV Italia |
| ---------------- | ------- | ------------ | --------------- |
| Prima stagione   | 24      | 2014-2015    | 2014-2015       |
| Seconda stagione | 16      | 2016         | 2016            |

## Sigla
La sigla della serie negli USA, Heigh Ho: Here We Go Now è cantata dal cast della serie da Parry Gripp. In Italia è stata fatta una versione italiano, più corta di quella originale chiamata Arrivano tra di noi.

## Produzione
Nel giugno del 2012, Disney Junior ha annunciato che sarebbe stato prodotto un nuovo adattamento dei Sette Nani dal film Biancaneve e i sette nani del 1937, è ha presentato un'immagine di look iniziale dei nani disegnati da Noah Z. Jones. Verso la fine del 2013, una nuova immagine ha rivelato che I 7N erano stati ridisegnati durante la produzione. La serie è stata programmata per essere animata con Adobe Flash; infatti l'episodio pilota è stato realizzato con tale programma. Tuttavia, si è deciso di utilizzare successivamente un'animazione tradizionale per il resto della serie. Gli storyboard e la pre-produzione sono stati fatti da Disney Television Animation, mentre la produzione dell'animazione è stata gestita da Toon City nelle Filippine e alla Digital e-Mation in Corea del Sud.

## Ascolti
I 7N è attualmente al numero due della classifica delle serie animate di Disney XD più viste in America che con il primo episodio il 7 luglio 2014 ha guadagnato 546 000 spettatori. Il giorno dopo, con il secondo episodio ha ottenuto 638 000 ascolti e dal 7 all'11 luglio una media di 591 000 telespettatori hanno guardato I 7N.

## Doppiaggio
| Nome personaggio originale | Nome personaggio italiano | Doppiatore originale     | Doppiatore italiano |
| -------------------------- | ------------------------- | ------------------------ | ------------------- |
| Doc                        | Dotto                     | Bill Farmer              | Dante Biagioni      |
| Sneezy                     | Eolo                      | Scott Menville           | Daniele Giuliani    |
| Grumpy                     | Brontolo                  | Maurice LaMarche         | Saverio Indrio      |
| Happy                      | Gongolo                   | Kevin Michael Richardson | Roberto Stocchi     |
| Sleepy                     | Pisolo                    | Stephen Stanton          | Riccardo Scarafoni  |
| Bashful                    | Mammolo                   | Billy West               | Gabriele Patriarca  |
| Dopey                      | Cucciolo                  | Dee Bradley Baker        | originale           |
| Queen Delightful           | Regina Incantevole        | Leigh-Allyn Baker        | Paola Valentini     |
| Lord Starchbottom          | Lord Burberoso            | Paul Rugg                | Davide Lepore       |
| Grim                       | Gramo                     | Jess Harnell             | Oreste Baldini      |
| Hildy                      | Ilda                      | Kelly Osbourne           | Domitilla D'Amico   |

## Produttori
| Produttore        | Ruolo                                |
| ----------------- | ------------------------------------ |
| Noah Z. Jones     | Sviluppatore, disegnatore personaggi |
| Sherri Stoner     | Scrittrice, story editor             |
| Alfred Gimeno     | Direttore                            |
| Charles Visser    | Direttore                            |
| Jeff Gordon       | Direttore                            |
| Tom Reugger       | Produttore esecutivo, scrittore      |
| John McCann       | Scrittore                            |
| Randy Rogel       | Scrittore                            |
| Paul Rugg         | Scrittore                            |
| Roger Eschbachner | Scrittore                            |
| Deanna Oliver     | Scrittrice                           |
| Shea Fontana      | Scrittrice                           |
| Tom Warburton     | Produttore co-esecutivo              |

## Prime TV internazionali
| Paese          | Canale/i                                   | Data uscita                        | Titolo nel paese | Fonte  |
| -------------- | ------------------------------------------ | ---------------------------------- | ---------------- | ------ |
| Stati Uniti    | Disney XD USA                              | 7 luglio 2014                      | The 7D           | [ 7 ]  |
| Canada         | Disney XD Canada                           | 13 luglio 2014                     | The 7D           | [ 8 ]  |
| Taiwan         | Disney Channel Taiwan                      | 8 agosto 2014                      | 七寶             |        |
| Giappone       | Disney Channel Giappone                    | 10 agosto 2014                     | ハイ・ホー7D     |        |
| Arabia Saudita | Disney Channel Asia                        | 7 settembre 2014                   | The 7D           | [ 9 ]  |
| Italia         | Disney Channel Italia Disney Junior Italia | 14 settembre 2014 10 novembre 2014 | I 7N             | [ 10 ] |
| Francia        | Disney XD Francia                          | 1º novembre 2014                   | Les 7N           | [ 11 ] |
| Spagna         | Disney Channel Spagna                      | 20 novembre 2014                   | Los 7E           | [ 12 ] |
| Russia         | Disney Channel Russia                      | 14 novembre 2014                   | 7 гномов         | [ 13 ] |
| Argentina      | Disney Channel America Latina              | 29 novembre 2014                   | Los 7E           |        |
| Brasile        | Disney Channel Brasile                     | 29 novembre 2014                   | Os 7A            | [ 14 ] |
| Germania       | Disney Channel Germania                    | 1º dicembre 2014                   | Die 7Z           | [ 15 ] |
| Australia      | Disney Channel Australia                   | 1º dicembre 2014                   | The 7D           |        |
| Polonia        | Disney XD Polonia                          | 6 dicembre 2014                    | 7K               | [ 16 ] |
| Grecia         | Disney XD Grecia                           | dicembre 2014                      | Οι 7Ν            |        |
| Corea del Sud  | Disney Channel Korea                       | dicembre 2014                      | The 7D           | [ 17 ] |
| Israele        | Disney Channel Israele                     | 1º gennaio 2015                    | חבורת 7ג'        | [ 18 ] |
| Rep. Ceca      | Disney Channel                             | gennaio 2015                       | 7T               | [ 19 ] |